# Aeroportul Las Termas
Aeroportul Las Termas (IATA: RHD, ICAO: SANR) este un aeroport din Provincia Santiago del Estero, Argentina ce deservește zona Termas de Río Hondo⁠(d). Aeroportul a fost tranzitat în decembrie 2022 de 1.013 pasageri.
Situat la o altitudine de 285 m, aeroportul dispune de o singură pistă. Este operat de Aeropuertos Argentina⁠(d).